# Белозёрка (Карасуский район)
Белозёрка (каз. Белозёр) — село в Карасуском районе Костанайской области Казахстана. Входит в состав Черняевского сельского округа. Код КАТО — 395287200.

## Население
- На 1989 год — 240 человек[2].
- На 1999 год — 199 человек (102 мужчины и 97 женщин)[3].
- По переписи 2009 года — 136 человек (68 мужчин и 68 женщин)[3].